# 密西西比鎮區 (阿肯色州克里坦登縣)
密西西比鎮區（英語：Mississippi Township）是位於美國阿肯色州克里坦登縣的一個行政鎮區。

## 地方資料
密西西比鎮區的面積為116.03平方千米，當中陸地面積為104.97平方千米，而水域面積為1.06平方千米。根據2010年美國人口普查的數據，當地共有人口26435人，而人口密度為每平方千米227.83人。